# Месеча Сергій Олександрович
Сергі́й Олекса́ндрович Месеча (12 червня 1983 — 12 липня 2016) — солдат Збройних сил України, учасник російсько-української війни.

## Життєпис
Народився 1983 року в селі Жуки (Кобеляцький район, Полтавська область). Коли померла мама, виховувався тітонькою Олександрою Миколаївною. 2000 року закінчив жуківську ЗОШ, продовжував здобувати освіту в Кобеляцькому аграрному ліцеї, водій. Службу в армії не проходив. Працював на цукровому заводі у Біликах, згодом — у Полтаві на СТО, Києві. У січні 2009 року став батьком — народився син.
У часі війни мобілізований 16 червня 2015 року як доброволець, проходив навчання у центрі «Десна», отримав військову спеціальність «механік-водій бойової машини піхоти»; солдат, механік-водій БМП, 53-тя окрема механізована бригада. Воював біля Авдіївки та Зайцевого.
12 липня 2016 року загинув поблизу Зайцевого внаслідок подвійного влучення міни у бліндаж.
15 липня 2016-го похований в селі Жуки.
Без батька лишився син.

## Нагороди та вшанування
- указом Президента України № 522/2016 від 25 листопада 2016 року «за особисту мужність і високий професіоналізм, виявлені у захисті державного суверенітету та територіальної цілісності України, вірність військовій присязі» — нагороджений орденом «За мужність» III ступеня (посмертно)[1].
- його ім'я занесено до Книги Пошани Полтавської обласної ради (посмертно, рішення від грудня 2016 року)
- в Білицькій ЗОШ відкрито меморіальну дошку Сергію Месечі
- нагороджений нагрудним знаком «За вірність народу України» І ступеня (посмертно).